# Miloš Velemínský
Miloš Velemínský (14. srpna 1936 České Budějovice – 16. března 2024) byl český pediatr, neonatolog a představitel sociální pediatrie, a vysokoškolský pedagog.

## Život
Narodil se v rodině budějovického zvěrolékaře. Promoval v roce 1960 na Fakultě dětského lékařství Univerzity Karlovy v Praze.
Nejprve pracoval na dětském oddělení nemocnice v Jindřichově Hradci. V roce 1969 nastoupil na dětské oddělení českobudějovické nemocnice. V 70. letech zde vybudoval první oddělení intenzivní péče o novorozence v České republice. V roce 1984 zde založil první samostatné novorozenecké oddělení v ČR a 13 let byl jeho primářem.
Začátkem 90. let nastoupil Velemínský jako profesor na Jihočeskou univerzitu. V roce 1998 se stal proděkanem pro vědu a výzkum na její Zdravotně sociální fakultě. Od roku 2001 byl na této fakultě sedm let děkanem. Je autorem řady odborných publikací zaměřených na pediatrii a ošetřovatelství.
Do konce roku 2023, tedy svých 86 let, vedl vlastní ordinaci v Třeboni. Zemřel v březnu 2024.

### Osobní život
Velemínský byl ženatý a měl dvě děti, obě pracují ve zdravotnictví. Jeho syn se stal rovněž lékařem, a to v oboru gynekologie. V roce 2018 se stal primářem Gynekologicko-porodnického oddělení Nemocnice České Budějovice.

## Ocenění
- Medaile Za zásluhy (2018), za celoživotní přínos v oblasti vědy a školství[2]
- Cena města Třeboně za celoživotní dílo (2015)
- Zlatá šupina (2014) od hejtmanství Jihočeského kraje
- Purpurové srdce (2010), u příležitosti Mezinárodního dne předčasně narozených dětí[3]